# Jeff Agoos
Jeffrey Alan Agoos (Genebra, 2 de maio de 1968) é um ex-jugador de futebol e de futsal nascido na suíça, mas que optou defender as cores dos EUA.

## Carreira
Como a maioria dos futebolistas da "terra do Tio Sam", Agoos começou a carreira atuando em uma equipe universitária - em seu caso, foi na Universidade da Virgínia, em 1986. Retornou em 1988 e saiu de vez em 1990.
Em 1991, quando a Major League Soccer ainda estava sendo criada, Agoos, apelidado de Goose (Ganso), iniciou sua trajetória em clubes atuando pelo Maryland Bays e em seguida, pelo Dallas Sidekicks.
Foi contratado pelo D.C. United em 1996, e de quebra, conquistou o primeiro título da história da MLS. Teve uma passagem por empréstimo pelo WBA em 2000, mas acabou regressando aos EUA para jogar no San José Earthquakes.
Vieram mais dois títulos pela equipe californiana, ambos pela MLS Cup, os últimos da agremiação antes de se mudar para o Texas e se transformar no Houston Dynamo.
Agoos jogou ainda mais um ano, antes de pendurar as chuteiras aos 37 anos, pelo MetroStars.

## Seleção
O debut de Agoos com a camisa ianque deu-se em 1988, contra a fraca Guatemala. Acabou sendo preterido para a disputa das Copas de 1990 e 1994, mas esteve presente nas Copas de 1998 e 2002, onde começou como titular da defesa, mas acabaria se lesionando e cedeu a posição a Gregg Berhalter.
Por outro lado, compromoteu em dois jogos dos ianques nesta última Copa: na estreia, contra Portugal, marcou um gol contra, diminuindo surpreendente a vantagem estadunidense para 3 x 2. Na segunda partida, contra a anfitriã Coreia do Sul, fez pênalti em um adversário - para a sua sorte, o resultado do primeiro jogo manteve-se com vitória dos EUA, e a penalidade máxima no segundo seria defendida por Brad Friedel.
Agoos disse adeus à Seleção dos EUA em 2003, em partida contra o País de Gales.

## Prêmios Individuais
Seleção Norte-Americana
- Copa Ouro da CONCACAF: 2002 - BEST XI